# Montorio Romano
Montorio Romano là một đô thị ở tỉnh Roma trong vùng Latium thuộc Ý, có cự ly khoảng 35 km về phía đông bắc của Roma. Tại thời điểm ngày 31 tháng 12 năm 2004, đô thị này có dân số 1.903 người và diện tích là 23 km².
Montorio Romano giáp các đô thị: Monteflavio, Montelibretti, Moricone, Nerola, Scandriglia.